# Pomnik ułana z dziewczyną w Grudziądzu
Pomnik ułana z dziewczyną, pomnik "Ułan i dziewczyna" – pomnik, znajdujący się w Grudziądzu, na Starym Mieście, odsłonięta na koronie muru schodów, prowadzących z ul. Spichrzowej na Błonia Nadwiślańskie, u zbiegu z ul. Ratuszową, w bezpośrednim sąsiedztwie ratusza, fary i zabytkowych spichrzów.

## Historia
W 2007 roku zawiązał się społeczny Komitet Organizacyjny Budowy Pomnika Ułana, dla upamiętnienia działalności przedwojennego Centrum Wyszkolenia Kawalerii w Grudziądzu. Wybrano lekką formę rzeźby plenerowej, której autorem jest miejscowy artysta plastyk Ryszard Kaczor. Wykonana została z brązu, w odlewni Andrzeja Mączewskiego Art. Mileniom, w realistycznej konwencji. Sens dwuosobowej kompozycji wyjaśnia umieszczony poniżej fragment wiersza generała Bolesława Wieniawy-Długoszowskiego: Bo serce ułana, gdy położysz je na dłoń: Na pierwszym miejscu panna, przed panną tylko... koń. 
Uroczyste odsłonięcie nastąpiło 23 sierpnia 2008 roku, podczas XX Jubileuszowego Zjazdu Kawalerzystów II RP, zorganizowanego przez Fundację na Rzecz Tradycji Jazdy Polskiej w Grudziądzu i Dowództwo Wojsk Lądowych, pod honorowym patronatem Prezydenta RP Lecha Kaczyńskiego. Odsłonięcia dokonał płk. Antoni Ławrynowicz i Justyna Signerska.
Pomnik znajduje się w miejscu, gdzie w latach I wojny oraz II wojny światowej Niemcy ustawili posąg Paula von Hindenburga w stroju krzyżackim.